# Zuri (Ghilarza)
Zuri è una frazione del comune di Ghilarza, in provincia di Oristano.
A livello toponomastico Zuri è l'ultima in ordine alfabetico fra le località (comuni e frazioni) italiane. La precede Zuppino, frazione di Sicignano degli Alburni (SA).

## Geografia fisica

### Territorio
Il terrotorio di Zuri è un'exclave del comune di Ghilarza, confinante con Soddì, Boroneddu e Tadasuni (i centri abitati più vicini); e tramite confini lacustri con Aidomaggiore, Sedilo, Bidonì e Sorradile. Questi ultimi confini sono sul Lago Omodeo.

## Storia
I primi insediamenti nel territorio sono attribuibili al Neolitico e all'epoca nuragica.
Con l'età giudicale la Sardegna viene suddivisa in quattro regni autonomi, i giudicati. Zuri faceva parte della curatoria di Guilcier, o Gilciber, detta più tardi Ozier Real, della quale fu capoluogo prima Abbasanta e poi Sedilo, posta nella porzione centro-settentrionale del giudicato di Arborea. Con la fine del giudicato e la conquista aragonese nel 1416 tutto il Gilciber e i territori della curatoria di Parte Barigadu vennero concessi in feudo a Valore di Ligia, un arborense che aveva tradito il giudice di Arborea Ugone III nel corso delle guerre tra Aragona e Arborea; quando però Valore e suo figlio Bernardo si recarono a prendere possesso del feudo, vennero uccisi insieme alla loro scorta a Zuri dagli abitanti delle due contrade.
Nel 1435 il paese venne concesso in feudo dal re d'Aragona Alfonso V il Magnanimo a Galcerano de Requenses.
Nel 1537 il feudo, che comprendeva anche i paesi di Sedilo, Boroneddu e Tadasuni, venne venduto da un nipote del Requenses alla famiglia dei Torresani, e nel 1566 venne elevato al rango di contea confermata agli stessi Torreani. Nel 1726, estinta la famiglia Torresani, il feudo passò al demanio del Regno di Sardegna, amministrato quindi direttamente da funzionari reali e non da signori feudali. Nel 1737 la contea venne elevata a marchesato e concessa al canonico Francesco Solinas. Dal Solinas i feudi passarono ai Delitala che fissarono la residenza a Sedilo. Nel 1839 il sistema feudale venne abolito, il paese fu riscattato agli ultimi feudatari e divenne un libero comune.
Fino al 1923 sorgeva a valle, sulla riva del fiume Tirso. Col riempimento del lago Omodeo in seguito all'edificazione della diga di Santa Chiara, il paese fu fatto evacuare e ricostruito a monte.
Soltanto la chiesa medievale di San Pietro, risalente al XIII secolo, fu smontata e ricostruita nel paese nuovo.
Il nuovo paese ha un'ordinata forma quadrangolare, attraversato da due direttrici perpendicolari e altrettante diagonali di medesima ampiezza, che si incontrano nella piazza centrale, di forma ottagonale. Le dimensioni contenute dell'abitato sono pressoché quelle originarie del 1923.

## Monumenti e luoghi d'interesse

### Architetture religiose
La chiesa di San Pietro è in stile romanico-gotico e risale al XIII secolo. Negli anni '20 venne smontata e riedificata sull'altura ove oggi si trova. Rientra nel territorio della diocesi di Alghero-Bosa, mentre il resto del territorio comunale appartiene all'arcidiocesi di Oristano.